# Foretales
Foretales est un jeu vidéo d'aventure développé par Alkemi et édité par Dear Villagers. Il s'agit plus précisément d'un jeu de cartes narratif disposant d’un style graphique inspiré des anciens dessins animés anthropomorphiques de Disney. Le jeu est sorti en 2022 sur PC via la plateforme Steam et sur Nintendo Switch.  

## Synopsis
Foretales se passe dans un univers médiéval. Dans un monde menacé par une obscure prophétie, le joueur incarne un voleur à l’apparence d’un bec-en-sabot du Nil nommé Volepain, chef malgré lui d’un groupe de héros anthropomorphiques.  
Liste des héros jouables :  
| Héros    | Animal              | Caractéristique |
| -------- | ------------------- | --------------- |
| Volepain | Bec-en-sabot du Nil | Voleur          |
| Léo      | Tigre               | Archer          |
| Isabeau  | Éléphant            |                 |
| Karst    | Gorille             |                 |

## Système de jeu
Présenté sous forme de plateau de jeu, les différentes actions, ressources, ennemis et lieux sont représentés sous forme de cartes à jouer. Les actions et les ressources interagissent avec les cartes de lieux ou ennemis. Ces cartes permettent au joueur de progresser dans l’aventure. Le jeu est expérimental dans les choix des joueurs. Cela permet différentes solutions et interactions face à un lieu ou à un problème.

## Développement

### Production
Foretales est développé par le studio Alkemi (basé à Nantes), qui a précédemment développé Transcripted et Drifting Lands, et qui ferme en 2025,.
Le développement du jeu a commencé en 2019. Il utilise le moteur de jeu Unity.

### Bande son
La bande son est composée par Christophe Heral qui a notamment composé la musique d'autres jeux comme Beyond Good and Evil, Rayman Origins et Rayman Legends.

### Doublage
Le narrateur est doublé par Travis Willingham, acteur américain et directeur général de Critical Role ayant déjà travaillé dans le doublage de jeux vidéo sur Halo 5: Guardians, Ratchet and Clank et Star Wars Jedi: Fallen Order.

### Sortie
Le jeu a été annoncé pendant le Mix 10th Anniversary Showcase.